# ダーネの戦い
ダーネの戦い（ダーネのたたかい、Battle of Derne）は、1805年4月27日から同年5月13日にかけて行われた、第一次バーバリ戦争における唯一の陸上での大規模な部隊同士の衝突による戦闘。
プレスリー・オバノンを隊長とする7名のアメリカ海兵隊の分遣隊及びアメリカ合衆国側の理念に賛同して傭兵の募集に応じた約500名のキリスト教徒及びイスラム教徒で構成された部隊が、トリポリ側のハッサン・ベイ率いる約4000名のバルバリア海賊の部隊との間でトリポリ側の根拠地であったデルナをめぐる戦いを繰り広げた。
戦闘の発生当時、この街は「ダーネ」もしくは「デルネ」と呼ばれており、欧米の歴史書において、この戦いを取り上げる際は、当時の街の名前がそのまま使われている。
なお、この後、アメリカ軍がトリポリ市街へ突入する前にトリポリ側が講和に応じたため、事実上の最終決戦となった。

## 背景
オスマン帝国の独立採算州であったトリポリとの開戦に伴い、制裁を加えるべく出撃したアメリカ海軍であったが、海上封鎖と艦砲射撃によってトリポリ側の根拠地の制圧を試みたトリポリ港の戦いでの作戦行動は、トリポリ側の地の利を活かした強力な抵抗により、フリゲートを失うなどの損害の割には、成果の少ないものになっていた。
以前からトリポリ側の支配者階級における不和に目をつけていた、前在チュニスアメリカ合衆国領事でアメリカ陸軍のウィリアム・イートン将軍は、より直接的な解決のため、艦隊に同行していたアメリカ海兵隊の分遣隊を陸路で派遣してトリポリ側の根拠地を占領する他、前のパシャで弟のユサフ・カラマンリに地位を乗っ取られ、エジプトに亡命していたハメット・カラマンリを担ぎ出し、政権転覆を画策する作戦を提案した。
このときイートン将軍は、100名程度のアメリカ海兵隊の派遣を派遣艦隊の司令官であったサミュエル・バロンに要求したが、7名しか派遣が認められなかった。

## 経過

### 戦力整備
1804年11月、プレスリー・オバノンを隊長とする7名のアメリカ海兵隊の分遣隊は、イートン将軍とともにエジプトの港町であるアレクサンドリアに上陸した。アメリカ海兵隊のここでの仕事は、エジプトに亡命していたハメット・カラマンリを探し出す他、ハメット・カラマンリに協力し、アメリカ合衆国側の理念に賛同する現地の志願者による傭兵隊を組織することであった。
多少の手間は要したものの、アメリカ海兵隊はハメット・カラマンリを探し出し、ハメット・カラマンリの人望とアメリカ海兵隊の努力により、約500名のキリスト教徒及びイスラム教徒による傭兵隊を組織することができた。

### 砂漠の行軍

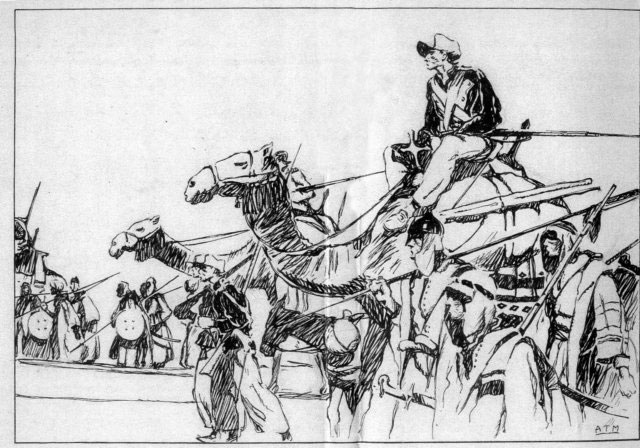
砂漠を行くプレスリー・オバノン

ハメット・カラマンリを探し出し、約500名のキリスト教徒及びイスラム教徒による傭兵隊を組織したアメリカ海兵隊は、傭兵隊とともに星条旗を先頭にしてトリポリ側最大の根拠地であるトリポリへ向けて行軍を開始した。
この行軍は1000km近い距離の砂漠を越えるものであったが、当時の通常の隊商であれば2週間程度で踏破できるものであった。しかし、ユサフ・カラマンリに加担する各地域の族長による妨害の他、内部においてもキリスト教徒とイスラム教徒の対立に起因する傭兵同士の喧嘩や物資輸送に雇ったラクダ使い達のストライキなどのトラブルに遭い、プレスリー・オバノンは、これらのトラブルを解決しながら進んだため、砂漠を越えるのに45日間かかっている。
また、行軍にあたって隊長のプレスリー・オバノンが沿岸の経路を採ったことから、アメリカ軍地上部隊はアメリカ海軍による補給等の支援を随時受けることができ、本格的な戦闘に突入する直前の1805年4月25日まで、アメリカ海軍の艦艇から補給が行われた。

### ダーネの戦い

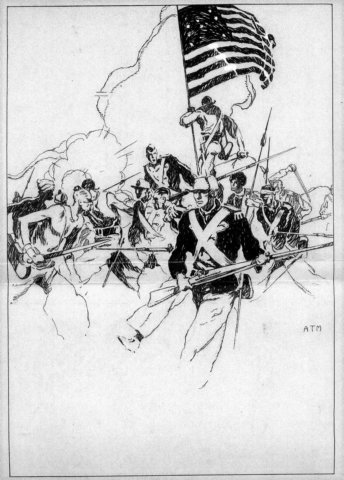
デルナの要塞へ突入したアメリカ海兵隊

1805年4月27日、トリポリ側の根拠地であるデルナに到達したアメリカ海兵隊は、傭兵隊とともに攻撃を開始した。
アメリカ海軍の艦艇による艦砲射撃の援護もあって、アメリカ海兵隊と傭兵隊は攻撃を開始したその日のうちに市街へ突入した。アメリカ軍が地上部隊を陸路で派遣したことを配下の族長等からの報告で既に把握していたユサフ・カラマンリは、トリポリまでの行程の途中にあるデルナへの襲来を予想し、デルナ防衛の援軍をトリポリから派遣したものの間に合わず、アメリカ軍の急襲に浮き足立ったトリポリ側は総崩れになった。その日の午後4時までには、アメリカ海兵隊と傭兵隊がデルナにおけるトリポリ側の守りの要であった要塞を占領し、デルナの市街を制圧した。このときプレスリー・オバノンは、自身の危険を顧みずに占領した要塞の上で、星条旗を取り出して振っている。
その後、プレスリー・オバノンの率いる部隊は、4月28日に到着したトリポリ側の援軍による反撃に遭ったものの、後発のイートン将軍他2名の率いる約800名の傭兵隊が到着するまで持ちこたえたことにより、5月13日までにトリポリ側は撃退され、デルナを完全に確保した。

## 戦闘の影響

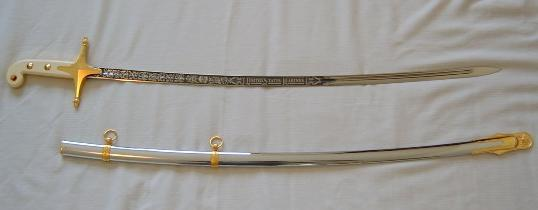
アメリカ海兵隊将校用マムルーク剣

この戦いの結果、アメリカ軍がトリポリ側における最大の根拠地であるトリポリに迫る勢いとなったため、ユサフ・カラマンリは今までの強硬的な姿勢を軟化させ、トリポリ港の戦いにおいて座礁して拿捕されたフリゲートの乗組員の身代金60000ドルと引き換えに「今後、アメリカ合衆国の船舶に対して通行料を課すことなく安全な航海を保証する」というアメリカ合衆国の要求を承諾したため、1805年6月10日、講和条約が締結され、第一次バーバリ戦争は終結した。
また、この戦いはアメリカ海兵隊にとって、初めての海外派遣での本格的な戦いであり、決定的な戦力差を覆して勝利をおさめたプレスリー・オバノンの指揮官としての功績とともに、海兵隊讃歌の歌詞「To the shores of Tripoli」に反映され、今日に伝えられている。
なお、戦場で直接指揮を執ったプレスリー・オバノンは、この戦いの後、ハメット・カラマンリから、その勇気を称えられてハメット・カラマンリ個人の所有物であったマムルーク剣を賜っている。この時オバノンがカラマンリ殿下から賜ったマムルーク剣を改良したものはM1875として採用され、一時期を除く現在に至るまで儀礼用の範囲に留まらず、戦闘用の使途も含め、アメリカ海兵隊将校の制式装備品となっている。